# Pescara Calcio 1992-1993
Questa voce raccoglie le informazioni riguardanti il Pescara Calcio nelle competizioni ufficiali della stagione 1992-1993.

## Stagione
Il ritorno del Pescara in Serie A è accompagnato dagli arrivi di John Sivebæk (campione d'Europa con la Danimarca), Roger Mendy e Dunga. La squadra esordisce nel campionato 1992-93 con una grande vittoria esterna contro la Roma (0-1), seguita da otto partite senza vittorie, tra le quali spicca un pirotecnico 4-5 interno contro il Milan. L'ultimo posto in solitaria dopo circa due terzi del torneo porta all'esonero di Giovanni Galeone, sostituito da Vincenzo Zucchini il 22 marzo 1993. Nonostante un tardivo tentativo di rimonta, accompagnato da vittorie inaspettate contro Napoli e Juventus (5-1), il Pescara chiude mestamente il campionato all'ultimo posto con 17 punti. Nella Coppa Italia i delfini entrano in scena nel secondo turno ma sono subito eliminati dalla competizione dal Bari.

## Organigramma societario
Area direttiva
- Presidente: Pietro Scibilia

Area tecnica
- Allenatore: Giovanni Galeone, poi dalla 25ª giornata Vincenzo Zucchini

## Rosa
| N. |                      | Ruolo | Calciatore               |
| -- | -------------------- | ----- | ------------------------ |
|    | Italia (bandiera)    | P     | Roberto Gnoli            |
|    | Italia (bandiera)    | P     | Fabio Marchioro          |
|    | Italia (bandiera)    | P     | Ivan Martinelli          |
|    | Italia (bandiera)    | P     | Marco Savorani           |
|    | Italia (bandiera)    | D     | Salvatore Antonio Nobile |
|    | Danimarca (bandiera) | D     | John Sivebæk             |
|    | Italia (bandiera)    | D     | Giacomo Dicara           |
|    | Italia (bandiera)    | D     | Salvatore Alfieri        |
|    | Senegal (bandiera)   | D     | Roger Mendy              |
|    | Italia (bandiera)    | D     | Ubaldo Righetti          |
|    | Italia (bandiera)    | D     | Gianluca Rosone          |
|    | Italia (bandiera)    | C     | Massimiliano Allegri     |
|    | Italia (bandiera)    | C     | Ottavio Palladini        |
|    | Italia (bandiera)    | C     | Stefano Ferretti         |
|    | Brasile (bandiera)   | C     | Dunga                    |

| N. |                                 | Ruolo | Calciatore           |
| -- | ------------------------------- | ----- | -------------------- |
|    | Italia (bandiera)               | C     | Stefano Impallomeni  |
|    | Bosnia ed Erzegovina (bandiera) | C     | Blaž Slišković       |
|    | Italia (bandiera)               | C     | Emiliano De Juliis   |
|    | Italia (bandiera)               | C     | Giacomo Ceredi       |
|    | Italia (bandiera)               | C     | Mauro Zironelli      |
|    | Italia (bandiera)               | C     | Massimo Epifani      |
|    | Italia (bandiera)               | C     | Elio Di Toro         |
|    | Italia (bandiera)               | C     | Vittorio Pinciarelli |
|    | Italia (bandiera)               | A     | Stefano Borgonovo    |
|    | Italia (bandiera)               | A     | Frederic Massara     |
|    | Italia (bandiera)               | A     | Edi Bivi             |
|    | Italia (bandiera)               | A     | Antonio Martorella   |
|    | Italia (bandiera)               | A     | Vincenzo Aureli      |
|    | Italia (bandiera)               | A     | Giuseppe Compagno    |
|    | Italia (bandiera)               | A     | Paolo Monelli        |

## Risultati

### Serie A

#### Girone di andata
| Arbitro: | Mughetti (Cesena) |

|  |           |            |
|  | Marcatori | 70’ Nobile |

| Arbitro: | Ceccarini (Livorno) |

|                                                         |           |                                                |
| Allegri 1’ F. Baresi 12’ (aut.), 14’ (aut.) Massara 23’ | Marcatori | 3’ Maldini 5’ Lentini 37’, 39’, 72’ Van Basten |

| Arbitro: | Quartuccio (Torre Annunziata) |

|                      |           |  |
| Raducioiu 52’ (rig.) | Marcatori |  |

| Arbitro: | Cesari (Genova) |

|                    |           |                        |
| Borgonovo 88’, 90’ | Marcatori | 35’ Aguilera 57’ Sordo |

| Arbitro: | Felicani (Bologna) |

|                                                   |           |                               |
| Branca 8’ Balbo 32’, 58’, 65’ (rig.) Manicone 83’ | Marcatori | 22’ Borgonovo 79’ (rig.) Bivi |

| Arbitro: | Pezzella (Frattamaggiore) |

|  |           |                                 |
|  | Marcatori | 14’ Beltrammi 83’ (rig.) Baiano |

| Arbitro: | Chiesa (Milano) |

|                                            |           |                                                |
| Onorati 4’, 77’ Ruotolo 9’ Dobrovolski 15’ | Marcatori | 25’ Sliskovic 44’ (aut.) A. Fortunato 45’ Bivi |

| Arbitro: | Luci (Firenze) |

|             |           |                                                     |
| Massara 62’ | Marcatori | 55’ Shalimov 72’ Battistini 76’ Desideri 90’ Sammer |

| Arbitro: | Fabricatore (Roma) |

|           |           |  |
| Pizzi 63’ | Marcatori |  |

| Arbitro: | Trentalange (Torino) |

|                         |           |  |
| Dunga 75’ Palladini 83’ | Marcatori |  |

| Arbitro: | Nicchi (Arezzo) |

|                     |           |  |
| Biagioni 55’ (rig.) | Marcatori |  |

| Arbitro: | Amendolia (Messina) |

|                           |           |                                       |
| Borgonovo 48’ Allegri 73’ | Marcatori | 23’ Gascoigne 72’ Signori 90’ Luzardi |

| Arbitro: | Collina (Viareggio) |

|                               |           |                                  |
| Massara 5’ Allegri 43’ (rig.) | Marcatori | 2’ Jugovic 41’ (rig.) R. Mancini |

| Arbitro: | Cardona (Milano) |

|                  |           |  |
| Fonseca 16’, 67’ | Marcatori |  |

| Arbitro: | Baldas (Trieste) |

|                                                         |           |                                     |
| Dunga 4’ Allegri 10’ (rig.) Borgonovo 34’ Palladini 84’ | Marcatori | 43’ (rig.) Detari 45’, 48’ Agostini |

| Arbitro: | Boggi (Salerno) |

|                    |           |              |
| R. Baggio 11’, 18’ | Marcatori | 19’ Ferretti |

| Arbitro: | Mughetti (Cesena) |

|  |           |             |
|  | Marcatori | 75’ Moriero |

#### Girone di ritorno
| Arbitro: | Sguizzato (Verona) |

|                    |           |                  |
| Allegri 84’ (rig.) | Marcatori | 47’ A. Carnevale |

| Arbitro: | Quartuccio (Torre Annunziata) |

|                                           |           |  |
| Savicevic 13’ Papin 17’, 34’ Donadoni 90’ | Marcatori |  |

| Arbitro: | Baldas (Trieste) |

|                         |           |  |
| Mendy 10’ Borgonovo 42’ | Marcatori |  |

| Arbitro: | Arena (Ercolano) |

|                                      |           |            |
| Aguilera 5’ Sordo 19’ Casagrande 51’ | Marcatori | 23’ Nobile |

| Arbitro: | Pairetto (Nichelino) |

|                       |           |                         |
| Allegri 45’ Dunga 57’ | Marcatori | 26’ Balbo 40’ Kozminski |

| Arbitro: | Brignoccoli (Ancona) |

|                             |           |  |
| Effenberg 47’ Batistuta 54’ | Marcatori |  |

| Arbitro: | Beschin (Legnago) |

|               |           |                           |
| Palladini 49’ | Marcatori | 54’ Iorio 86’ Van't Schip |

| Arbitro: | Braschi (Prato) |

|               |           |  |
| Sosa 31’, 82’ | Marcatori |  |

| Arbitro: | Bettin (Padova) |

|  |           |                          |
|  | Marcatori | 56’ Matrecano 69’ Brolin |

| Arbitro: | Pellegrino (Barcellona Pozzo di Gotto) |

|                      |           |             |
| Minaudo 73’ Ganz 75’ | Marcatori | 15’ Allegri |

| Arbitro: | Arena (Ercolano) |

|                      |           |                                                        |
| Allegri 86’ Bivi 88’ | Marcatori | 20’ (aut.) Nobile 28’ Sciacca 39’ Roy 84’ P. Bresciani |

| Arbitro: | Racalbuto (Gallarate) |

|                                |           |                    |
| Favalli 24’ Signori 90’ (rig.) | Marcatori | 40’ (rig.) Allegri |

| Arbitro: | Bolognino (Milano) |

|               |           |             |
| R. Mancini 9’ | Marcatori | 37’ Allegri |

| Arbitro: | Rosica (Roma) |

|                                  |           |  |
| Palladini 57’ Borgonovo 74’, 88’ | Marcatori |  |

| Arbitro: | Franceschini (Bari) |

|                                                |           |                                        |
| Agostini 7’, 26’, 51’ Vecchiola 40’ Ermini 87’ | Marcatori | 18’ Sivebaek 42’ Palladini 81’ Allegri |

| Arbitro: | Quartuccio (Torre Annunziata) |

|                                                                    |           |              |
| Allegri 35’ (rig.), 59’ Borgonovo 49’ Martorella 86’ Palladini 88’ | Marcatori | 2’ Ravanelli |

| Arbitro: | Arena (Ercolano) |

|                                                   |           |  |
| Bisoli 1’ Oliveira 5’ Moriero 43’ Francescoli 84’ | Marcatori |  |

### Coppa Italia

#### Turni preliminari
| Arbitro: | Stafoggia (Pesaro) |

|                      |           |                           |
| Protti 20’, 41’, 60’ | Marcatori | 12’, 26’ Dicara 56’ Mendy |

| Arbitro: | Sguizzato (Verona) |

|                    |           |                          |
| Borgonovo 57’, 59’ | Marcatori | 4’ Jarni 32’, 46’ Protti |

## Statistiche

### Statistiche di squadra
| Competizione | Punti | In casa | In casa | In casa | In casa | In casa | In casa | In trasferta | In trasferta | In trasferta | In trasferta | In trasferta | In trasferta | Totale | Totale | Totale | Totale | Totale | Totale | DR  |
| Competizione | Punti | G       | V       | N       | P       | Gf      | Gs      | G            | V            | N            | P            | Gf           | Gs           | G      | V      | N      | P      | Gf     | Gs     | DR  |
| ------------ | ----- | ------- | ------- | ------- | ------- | ------- | ------- | ------------ | ------------ | ------------ | ------------ | ------------ | ------------ | ------ | ------ | ------ | ------ | ------ | ------ | --- |
| Serie A      | 17    | 17      | 5       | 4       | 8       | 33      | 34      | 17           | 1            | 1            | 15           | 14           | 41           | 34     | 6      | 5      | 23     | 47     | 75     | -28 |
| Coppa Italia |       | 1       | 0       | 0       | 1       | 2       | 3       | 1            | 0            | 1            | 0            | 3            | 3            | 2      | 0      | 1      | 1      | 5      | 6      | -1  |
| Totale       |       | 18      | 5       | 4       | 9       | 35      | 37      | 18           | 1            | 2            | 15           | 17           | 44           | 36     | 6      | 6      | 24     | 52     | 81     | -29 |